# Hulk (film, 2003)
Hulk är en amerikansk långfilm som hade biopremiär i USA den 20 juni 2003, i regi av Ang Lee, med Eric Bana, Jennifer Connelly, Sam Elliott och Josh Lucas i rollerna.

## Handling
Vetenskapsmannen Bruce Banner arbetar på ett sätt att kunna läka skador fortare. Samtidigt är han en man som har svårt att tygla sina känslor. Vid laboratoriet arbetar han med sin tidigare flickvän Betty Ross. Vid en olycka på laboratoriet bestrålas Bruce med farlig gammastrålning. Detta leder senare i sin tur att han förvandlas till världens starkaste varelse: Hulken.

## Rollista (urval)
- Eric Bana - Bruce Banner/Hulk
- Jennifer Connelly - Betty Ross
- Sam Elliott - General Thaddeus "Thunderbolt" Ross
- Josh Lucas - Major Glenn Talbot
- Nick Nolte - David Banner/Absorbing Man
- Cara Buono - Edith Banner
- Celia Weston - Mrs. Krenzler
- Kevin Rankin - Harper
- Lou Ferrigno - säkerhetsvakt #1 / Hulk (röst)
- Stan Lee - säkerhetsvakt #2

## Om filmen
- Filmen fick 2008 en reboot The Incredible Hulk.

### Fotnoter
1. ↑  ”Hulk” (på engelska). Box Office Mojo. 20 juni 2003. http://www.boxofficemojo.com/movies/?id=hulk.htm. Läst 10 september 2016.